# Baloncesto Fuenlabrada
Baloncesto Fuenlabrada – hiszpański zawodowy klub koszykarski z siedzibą w Fuenlabrada. Klub został założony w 1983 roku pod nazwą CB Fuenlabrada. W 1996 roku klub wykupił licencję CB Peñas Huesca i po raz pierwszy wystąpił w najwyższej klasie rozgrywkowej. Przez lata wiele znanych graczy broniło barw tego zespołu, m.in. David Wood, Pablo Prigioni, Velimir Perasović, Wálter Herrmann, Gustavo Ayón, José Calderón i Bismack Biyombo.

## Osiągnięcia
- Mistrzostwo Liga Española de Baloncesto (II liga) – LEB Oro (2005)
- Wicemistrzostwo Liga Española de Baloncesto (II liga) – LEB Oro (1998)
- Puchar Księżnej Asturii (1998, 2005)
- Mistrzostwo turnieju Wspólnoty Madrytu (1998)
- Wicemistrzostwo turnieju Wspólnoty Madrytu (2000, 2002, 2005–2007, 2009, 2010)

## Trenerzy
od 1993:
- Óscar Quintana 1993–1995, 1997–2004
- Martín Fariñas 1995–1996
- Andreu Casadevall 1996–1997
- Luis Casimiro 2004–2008, 2014–2015
- Luis Guil 2008–2009
- Jesús Mateo 2009
- Salva Maldonado 2009–2011
- Porfirio Fisac 2011–2012
- Trifón Poch 2012–2013
- Chus Mateo 2013–2014
- Hugo López 2015
- Jesús Sala 2015
- Žan Tabak 2015
- Jota Cuspinera od 2015

## Hale
- San Esteban Public High School Court (1983–88)
- Miguel Hernández Public High School Gymnasium (1988–91)
- Pabellón Fernando Martín (od 1991)

## Sezon po sezonie
| Sezon   | Poziom | Liga          | Poz. | Play-off    | RS    | PO  | Puchar Króla | Inne puchary    | Inne puchary | Rozgrywki europejskie | Rozgrywki europejskie | Rozgrywki europejskie |
| ------- | ------ | ------------- | ---- | ----------- | ----- | --- | ------------ | --------------- | ------------ | --------------------- | --------------------- | --------------------- |
| 1986–87 | 5      | 2ª Autonómica |      | Awans       |       |     | –            | –               | –            | –                     | –                     | –                     |
| 1987–88 | 4      | 1ª Autonómica |      | –           |       |     | –            | –               | –            | –                     | –                     | –                     |
| 1988–89 | 4      | 1ª Autonómica |      | –           |       |     | –            | –               | –            | –                     | –                     | –                     |
| 1989–90 | 4      | 1ª Autonómica |      | Awans       |       |     | –            | –               | –            | –                     | –                     | –                     |
| 1990–91 | 3      | 2ª División   |      | –           |       |     | –            | –               | –            | –                     | –                     | –                     |
| 1991–92 | 3      | 2ª División   | 11   |             | 6–16  |     | –            | –               | –            | –                     | –                     | –                     |
| 1992–93 | 2      | 1ª División B | 21   | –           | 13–15 | 3–3 | –            | –               | –            | –                     | –                     | –                     |
| 1993–94 | 2      | 1ª División B | 12   | TOP 16      | 22–8  | 0–2 | –            | –               | –            | –                     | –                     | –                     |
| 1994–95 | 2      | EBA           | 2    | II runda    | 20–6  | 6–4 | –            | –               | –            | –                     | –                     | –                     |
| 1995–96 | 2      | EBA           | 3    | TOP 16      |       |     | –            | –               | –            | –                     | –                     | –                     |
| 1996–97 | 1      | ACB           | 18   | Spadek      | 4–30  | 0–3 | –            | –               | –            | –                     | –                     | –                     |
| 1997–98 | 2      | LEB           | 2    | Awans       | 17–7  | 6–4 | –            | Puchar księżnej | C            | –                     | –                     | –                     |
| 1998–99 | 1      | ACB           | 7    | Ćwierćfinał | 18–16 | 0–3 | Ćwierćfinał  | –               | –            | –                     | –                     | –                     |
| 1999–00 | 1      | ACB           | 15   | –           | 11–23 | –   | –            | –               | –            | 3 Puchar Koracia      | GS                    | 3–3                   |
| 2000–01 | 1      | ACB           | 7    | Ćwierćfinał | 20–14 | 0–3 | Ćwierćfinał  | –               | –            | –                     | –                     | –                     |
| 2001–02 | 1      | ACB           | 7    | Ćwierćfinał | 19–15 | 0–3 | –            | –               | –            | 3 Puchar Koracia      | QF                    | 5–5                   |
| 2002–03 | 1      | ACB           | 14   | –           | 14–20 | –   | –            | –               | –            | 2 Puchar ULEB         | RS                    | 3–7                   |
| 2003–04 | 1      | ACB           | 17   | Spadek      | 13–21 | –   | –            | –               | –            | –                     | –                     | –                     |
| 2004–05 | 2      | LEB           | 1    | Awans       | 27–7  | 7–2 | –            | Puchar księżnej | C            | –                     | –                     | –                     |
| 2005–06 | 1      | ACB           | 10   | –           | 15–19 | –   | –            | –               | –            | –                     | –                     | –                     |
| 2006–07 | 1      | ACB           | 12   | –           | 14–20 | –   | –            | –               | –            | –                     | –                     | –                     |
| 2007–08 | 1      | ACB           | 13   | –           | 13–21 | –   | –            | –               | –            | –                     | –                     | –                     |
| 2008–09 | 1      | ACB           | 9    | –           | 15–17 | –   | –            | –               | –            | –                     | –                     | –                     |
| 2009–10 | 1      | ACB           | 15   | –           | 12–22 | –   | –            | –               | –            | –                     | –                     | –                     |
| 2010–11 | 1      | ACB           | 7    | Ćwierćfinał | 20–14 | 0–2 | –            | –               | –            | –                     | –                     | –                     |
| 2011–12 | 1      | ACB           | 16   | –           | 12–22 | –   | Ćwierćfinał  | –               | –            | 3 EuroChallenge       | QF                    | 11–4                  |
| 2012–13 | 1      | ACB           | 14   | –           | 12–22 | –   | –            | –               | –            | –                     | –                     | –                     |
| 2013–14 | 1      | ACB           | 15   | –           | 12–22 | –   | –            | –               | –            | –                     | –                     | –                     |
| 2014–15 | 1      | ACB           | 18   | Spadek      | 8–26  | –   | –            | –               | –            | –                     | –                     | –                     |
| 2015–16 | 1      | ACB           | 8    | Ćwierćfinał | 17–17 | 0–2 | Ćwierćfinał  | –               | –            | –                     | –                     | –                     |
| 2016–17 | 1      | ACB           |      |             |       |     |              | –               | –            | 2 Eurocup             |                       |                       |

## Nagrody i wyróżnienia
MVP ACB
- Wálter Herrmann – 2003

Największy postęp ACB
- Brad Oleson – 2009
- Gustavo Ayón – 2011

II skład ACB
- Marko Popović – 2016

Zwycięzca konkursu rzutów za 3 punkty ACB
- Serhij Hładyr – 2011, 2013

## Drużyna Baloncesto Fuenlabrada B

### Nazwy
- Maná Fuenlabrada 1996–2001
- Reybol Fuenlabrada 2001–2002
- Maná Fuenlabrada 2002–2003
- Fuenlabrada-Getafe 2009–2011
- Fuenlabrada-Illescas 2011–2012
- Fundación Baloncesto Fuenlabrada 2013–2014
- Viten Getafe (see CB Getafe) 2014–2016
- Fundación Baloncesto Fuenlabrada od 2016

### Sezon po sezonie
| Sezon   | Poziom                              | Liga                                | Poz.                                | Play-off                            | RS                                  | PO                                  | Puchary                             | Puchary                             |
| ------- | ----------------------------------- | ----------------------------------- | ----------------------------------- | ----------------------------------- | ----------------------------------- | ----------------------------------- | ----------------------------------- | ----------------------------------- |
| 1996–97 | 3                                   | EBA                                 | 7                                   | –                                   |                                     | –                                   | –                                   | –                                   |
| 1997–98 | 3                                   | EBA                                 | 11                                  | Spadek play-off                     | 6–16                                |                                     | –                                   | –                                   |
| 1998–99 | 3                                   | EBA                                 | 15                                  | Spadek                              | 9–21                                | –                                   | –                                   | –                                   |
| 1999–00 | 3                                   | EBA                                 | 12                                  | –                                   | 9–17                                | –                                   | –                                   | –                                   |
| 2000–01 | 4                                   | EBA                                 | 11                                  | –                                   | 12–18                               | –                                   | –                                   | –                                   |
| 2001–02 | 4                                   | EBA                                 | 9                                   | –                                   | 17–17                               | –                                   | –                                   | –                                   |
| 2002–03 | 4                                   | EBA                                 | 13                                  | –                                   | 11–19                               | –                                   | –                                   | –                                   |
| 2003–04 | 5                                   | 1ª División                         |                                     | Awans                               |                                     |                                     | –                                   | –                                   |
| 2004–05 | 4                                   | EBA                                 | 16                                  | Spadek                              | 7–23                                | –                                   | –                                   | –                                   |
| 2005–06 | 5                                   | 1ª División                         | 3                                   | Awans play-off                      | 14–6                                | 4–2                                 | –                                   | –                                   |
| 2006–07 | 5                                   | 1ª División                         | 1                                   | AwansMistrz                         | 17–5                                | 7–0                                 | –                                   | –                                   |
| 2007–08 | 5                                   | EBA                                 | 7                                   | –                                   | 14–16                               | –                                   | –                                   | –                                   |
| 2008–09 | 5                                   | EBA                                 | 7                                   | –                                   | 15–13                               | –                                   | –                                   | –                                   |
| 2009–10 | 4                                   | EBA                                 | 11                                  | –                                   | 11–19                               | –                                   | –                                   | –                                   |
| 2010–11 | 4                                   | EBA                                 | 15                                  | Spadek                              | 7–23                                | –                                   | –                                   | –                                   |
| 2011–12 | 4                                   | EBA                                 | 16                                  | Spadek                              | 3–27                                | –                                   | –                                   | –                                   |
| 2012–13 | Nie przystąpił do żadnych rozgrywek | Nie przystąpił do żadnych rozgrywek | Nie przystąpił do żadnych rozgrywek | Nie przystąpił do żadnych rozgrywek | Nie przystąpił do żadnych rozgrywek | Nie przystąpił do żadnych rozgrywek | Nie przystąpił do żadnych rozgrywek | Nie przystąpił do żadnych rozgrywek |
| 2013–14 | 3                                   | LEB Plata                           | 1                                   | Awans                               | 17–7                                | –                                   | Puchar LEB Plata                    | RU                                  |

### Osiągnięcia
- Mistrzostwo ligi LEB Plata (III liga – 2014)